# Laura Tiefenbrunner

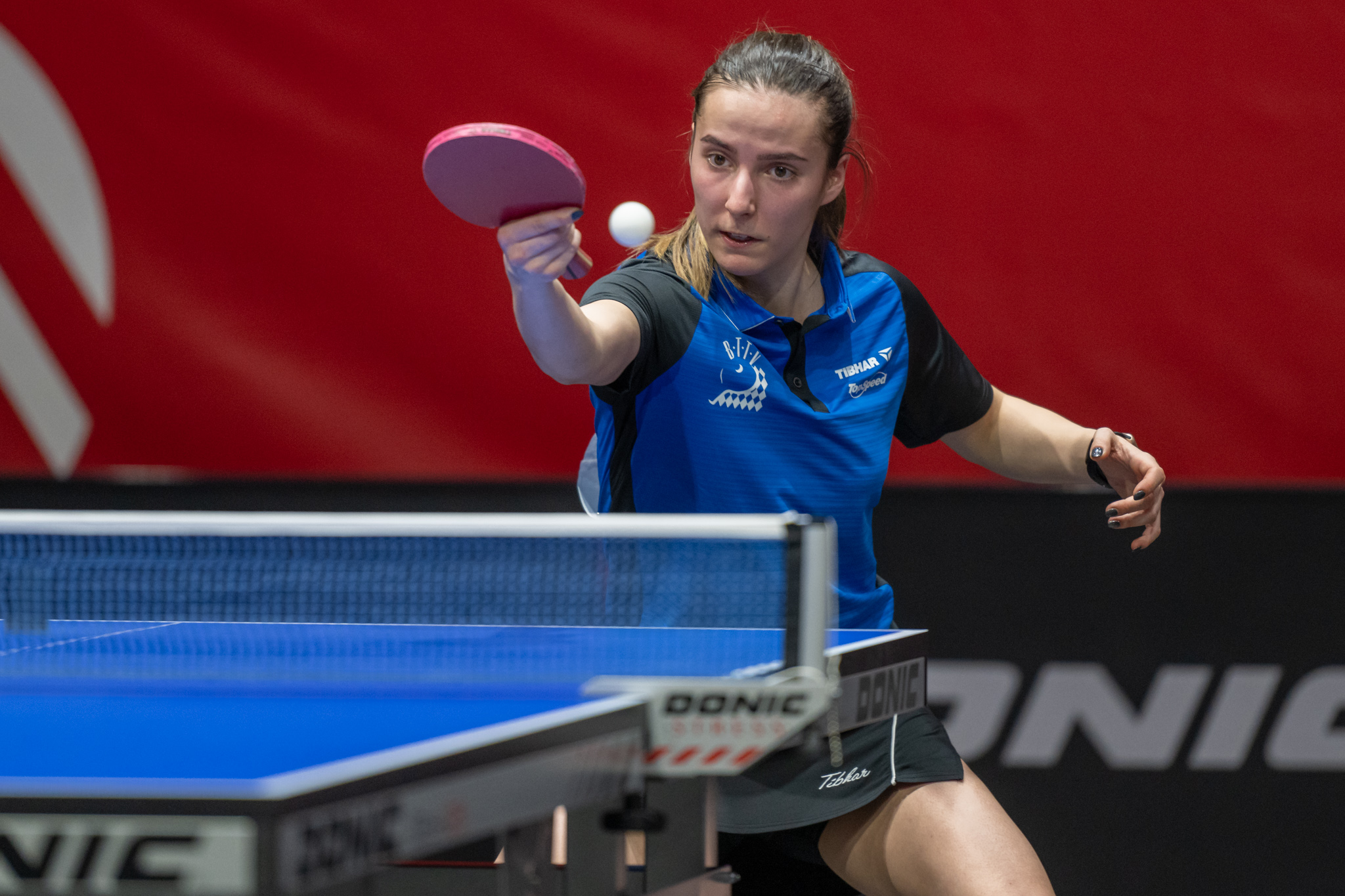
Laura Tiefenbrunner bei der Deutschen Meisterschaft 2023

Laura Tiefenbrunner (* 1. Dezember 2001 in Rosenheim) ist eine deutsche Tischtennisspielerin. Sie gewann 2021 die deutsche Meisterschaft im Doppel mit Sabine Winter.

## Werdegang
Mit sechs Jahren begann Laura Tiefenbrunner mit dem Tischtennissport. 2009 schloss sie sich dem Verein SV-DJK Kolbermoor an, wo sie 2017 erstmals in der Bundesliga eingesetzt wurde. Nach einem zweijährigen Zwischenspiel von 2018 bis 2020 beim TSV Schwabhausen kehrte sie wieder nach Kolbermoor zurück.
2016 erreichte sie Platz drei bei der Deutschen Meisterschaft der Schülerinnen, 2018 gewann sie das DTTB-Ranglistenturnier in der Altersklasse U18. 2019 wurde sie Europameister mit der U18-Mannschaft.
In der Saison 2015/16 tauchte sie erstmals in der Siegerliste der Bayerischen Meisterschaften auf. Seitdem holte sie hier mehrere Titel im Doppel und Mixed, 2020 siegte sie im Einzel. Mit Ausnahme des Jahres 2019 nahm sie seit 2017 an allen deutschen Meisterschaften der Erwachsenen teil (Stand 2021). Hier gewann sie 2021 im Doppel mit Sabine Winter den Titel, im Endspiel besiegten sie Jessica Göbel/Tanja Krämer.